# Championnats d'Afrique d'haltérophilie 2001
Navigation
Édition précédente Édition suivante
Les championnats d'Afrique d'haltérophilie 2001 sont la 14e édition des championnats d'Afrique d'haltérophilie. Ils se déroulent du 8 au 15 avril 2001 à Stellenbosch en Afrique du Sud. 67 athlètes provenant de huit nations (l'Égypte, le Kenya, la Libye, le Maroc, l'Ouganda, les Seychelles, le Swaziland et la Tunisie) participent à cette édition.

## Médaillés

### Hommes
- Adnan Ben Chikha (Tunisie) est triple médaillé d'or à l'arraché, à l'épaulé-jeté et au tota[2].
- Nabil Bouhouche (Tunisie) est triple médaillé d'or à l'arraché, à l'épaulé-jeté et au tota[2].

### Femmes
- Lobna Maatoug (Tunisie) est triple médaillée d'or à l'arraché, à l'épaulé-jeté et au total (ainsi qu'en junior) dans la catégorie des moins de 53 kg[2].
- Imène Nefzi (Tunisie) est triple médaillée d'or à l'arraché, à l'épaulé-jeté et au total (ainsi qu'en junior) [2].
- Soumaya Fatnassi (Tunisie) est triple médaillée d'or à l'arraché, à l'épaulé-jeté et au total[2].